# 張壽祺 (宣統進士)
張壽祺（？年—？年），字祥齋，直隸省行唐縣人。北洋大學堂畢業，進士，中华民国政治人物。

## 生平
- 宣統二年，北洋大學堂預科補習期滿，獎給拔貢生[2]。
- 宣統三年（1911年）八月甲子引見，授進士出身，改主事。
- 民國元年，直隸期成會會員、正定府代表[3]。
- 民國元年，民主黨直隸支部交際科幹事[4]。